# Erebia thiemi
Erebia thiemi är en fjärilsart som beskrevs av Max Bartel 1904. Erebia thiemi ingår i släktet Erebia och familjen praktfjärilar. Inga underarter finns listade i Catalogue of Life.